# Strongylus edentatus
Strongylus edentatus är en rundmaskart som först beskrevs av Looss 1900.  Strongylus edentatus ingår i släktet Strongylus och familjen Strongylidae. Arten är reproducerande i Sverige. Inga underarter finns listade i Catalogue of Life.